# 김지식
김지식(金智植, 1969년 1월 4일 ~ )은 대한민국의 제10대 경상북도의원이었다.

## 학력
- 상모국민학교 졸업
- 금오중학교 졸업
- 고아고등학교 졸업
- 경북대학교 사회체육학과 졸업

## 경력
- 금오중학교 총동창회 회장
- 임오동 체육회 회장
- 구미시 소방소 부패방지협의회 위원
- 구미시 체육회 이사
- 상림지구대 생활안전협의회 위원
- 자연공원 정책연구회 위원
- 정책연구위원회 위원
- 해양관광연구회 회원
- 2016.04 ~ 2018.06 제10대 경상북도의회 의원
- 2016.04 ~ 2016.07 제10대 경상북도의회 전반기 교육위원회 위원
- 2016.07 ~ 2018.01 제10대 경상북도의회 후반기 교육위원회 위원
- 2016.07 ~ 2018.06 제10대 경상북도의회 후반기 예산결산특별위원회 위원
- 2016.07 ~ 2018.06 제10대 경상북도의회 후반기 지방분권추진특별위원회 위원
- 2016.07 ~ 2018.06 제10대 경상북도의회 후반기 저출산·고령화대책특별위원회 위원
- 2016.07 ~ 2018.06 제10대 경상북도의회 후반기 정책연구위원회 위원
- 2018.01 ~ 2018.06 제10대 경상북도의회 후반기 교육위원회 부위원장
- 2020 더불어민주당 경북도당 구미시 갑 예비후보

## 역대 선거 결과
|  | 17.26% |

|  | 0% |

|  | 20.75% |

|  | 19.61% |